# Résolution 1371 du Conseil de sécurité des Nations unies
Membres permanents
- Chine
- États-Unis
- France
- Royaume-Uni
- Russie

Membres non permanents
- Bangladesh
- Colombie
- Irlande
- Jamaïque
- Mali
- Maurice
- Norvège
- Singapour
- Tunisie
- Ukraine

Résolution no 1370 Résolution no 1372
La résolution 1371 du Conseil de sécurité des Nations unies, adoptée à l'unanimité le 26 septembre 2001, après avoir réaffirmé les résolutions 1244 (1999) et 1345 (2001) sur la situation dans l'ex-Yougoslavie, y compris la Macédoine, a appelé à la pleine mise en œuvre de sa résolution 1345 concernant la violence et activités terroristes en Macédoine et dans le Sud de la Serbie.
Le Conseil de sécurité a salué les mesures prises par le Gouvernement macédonien pour consolider une société multiethnique à l'intérieur de ses frontières. En outre, il a également salué l'accord d'Ohrid signé à Skopje, la capitale macédonienne, en août 2001 entre quatre partis politiques et le président Boris Trajkovski. Les efforts du gouvernement macédonien, de l'Union européenne, de l'OTAN et de l'Organisation pour la sécurité et la coopération en Europe (OSCE) pour empêcher l'escalade des tensions ethniques et gérer la situation sécuritaire dans la région ont également été salués.
Appelant à la pleine mise en œuvre de la résolution 1345, le Conseil a réaffirmé l'intégrité territoriale et la souveraineté de la Macédoine et des autres États de la région. Il a rejeté le recours à la violence pour promouvoir des objectifs politiques et a souligné que seules des solutions politiques pacifiques pourraient apporter la stabilité et la démocratie en Macédoine. La pleine mise en œuvre de l’accord-cadre a été demandée et les efforts internationaux à cette fin ont été salués. La résolution soutenait également l'établissement d'une présence de sécurité multinationale en Macédoine, demandée par son gouvernement, pour assurer la sécurité des observateurs. Une force a été créée en 2003. 
Enfin, les efforts déployés par la Force internationale pour le Kosovo (KFOR) et la Mission d'administration intérimaire des Nations unies au Kosovo (MINUK) pour mettre en œuvre la résolution 1244 ont été salués, notamment en ce qui concerne le trafic illégal d'armes à travers les frontières et la confiscation des armes. 

## Voir également
- Guerre du Kosovo
- Armée de libération nationale